# Willem Jansz

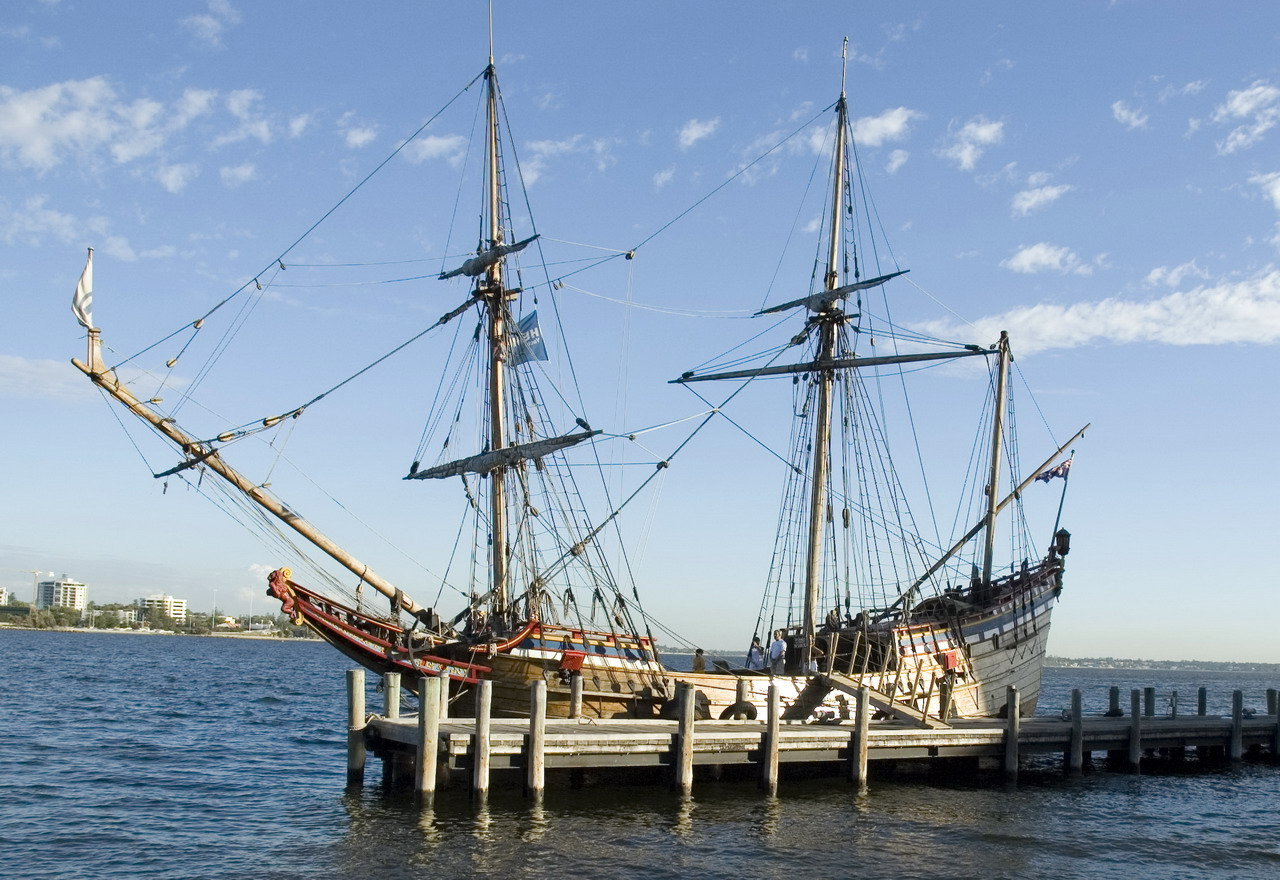
Nachbau der Duyfken

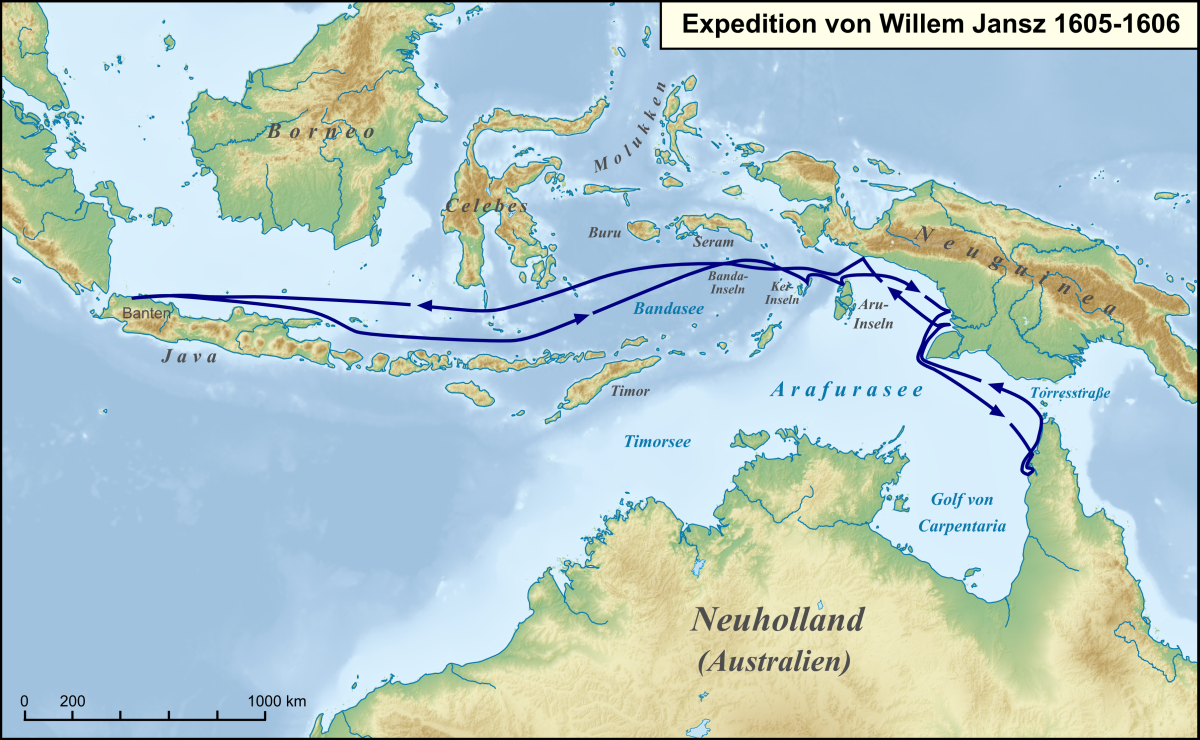
Die Route von Willem Jansz auf der Duyfken

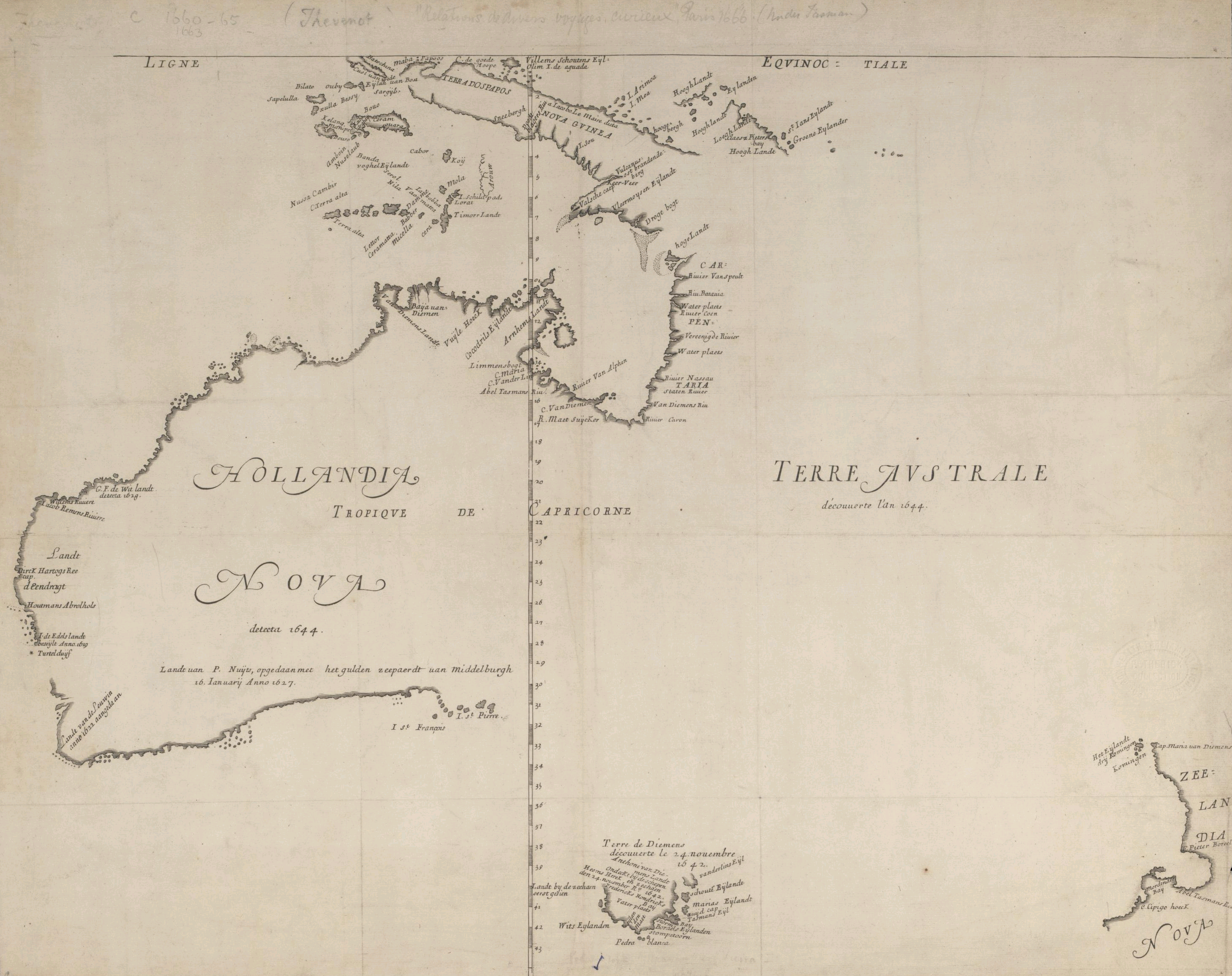
Melchisédech Thévenots Karte von „Neu Holland“ aus dem Jahr 1663. Die Karte ist eine Kopie einer Arbeit von Joan Blaeu aus dem Jahr 1659. Sie beruht auf den Reisen von Willem Jansz und Abel Tasman

Willem Jansz (* um 1570; † um 1630 auch: Willem Janszoon oder Willem Janssen) war ein holländischer Seefahrer. Er gilt als erster europäischer Entdecker Australiens.

## Leben
Willem Jansz wurde um 1570 vermutlich in Amsterdam geboren. Über seine Kindheit und Jugend ist nichts überliefert. 1598 segelte er als Steuermann auf dem Schiff „Holland“ im Dienst einer Vorkompanie der Niederländischen Ostindien-Kompanie nach Südostasien. Nach seiner Rückkehr in die Heimat wurde er zum ersten Steuermann befördert und startete erneut nach Ostindien. Einige weitere Reisen später verließ er Holland im Dezember 1603 als Kapitän der Duyfken (Täubchen), eines von zwölf Schiffen einer weiteren Ostindien-Expedition. Sein Schiff sollte drei Jahre lang neue Handelsquellen in Südostasien erschließen. Im November 1605 verließ Jansz Banten in Richtung Banda-Inseln und nahm dann ost-südost Kurs über die Kei- und Aru-Inseln (südöstliche Molukken) zum De Jong’s Point nach Neuguinea. Von hier aus wandte er sich nach Süden, durchquerte die östliche Arafurasee, ohne bereits in die Torres-Straße vorzustoßen, und fuhr in den Golf von Carpentaria. Vermutlich im März des Jahres 1606 ging er an der Westküste der Kap-York-Halbinsel nahe der Mündung des Pennefather River an Land (12° 13′ 0″ S, 141° 47′ 0″ O). Wenngleich es Hinweise darauf gibt, dass bereits zuvor Seefahrer aus China, Frankreich und Portugal nach Australien kamen, war Jansz der erste Europäer, der nachweislich australischen Boden betrat.
Jansz befand das Land als morastig und ungastlich. Auf mehreren Landexpeditionen wurden insgesamt zehn Männer seiner Mannschaft von Aborigines getötet. Jansz kartographierte gut 300 km der australischen Küste, hielt sie aber für einen südlichen Teil Neuguineas; ein Irrtum, der sich in holländischen Karten noch einige Jahre hielt. Er nannte den neu entdeckten Landstreifen „Nieu Zelandt“, ein Name, der sich nicht durchsetzte, später aber von Abel Tasman für die Namensgebung von Neuseeland Verwendung fand. Sein Kurs führte Jansz bis zum 13. Breitengrad. Am Kap Keer-weer („Kehrwieder“, 13° 0′ 0″ S, 141° 34′ 48″ O) im Süden der Albatros-Bucht machte er kehrt und begann seine Heimreise. Er passierte die Prince-of-Wales-Insel im Norden Australiens, durchquerte die Torres-Straße und erreichte wieder die Küste Neuguineas. Im Mai 1606 kehrte er zu den Banda-Inseln zurück und kam schließlich im Juni des Jahres wieder in Banten an.
Die Originale seiner Tagebücher und der Karte, die er während der Reise von 1606 anfertigte, sind verloren. In der österreichischen Nationalbibliothek in Wien befindet sich jedoch eine Kopie der Karte, die etwa aus dem Jahr 1670 stammt und den Ort der ersten Landung der Duyfken in Australien zeigt. Sie ist Teil des Atlas Blaeu-Van der Hem, der 1730 durch Prinz Eugen von Savoyen nach Wien kam.
Jansz leitete noch weitere Expeditionen, bis er 1611 zunächst nach Holland zurückkehrte. Bereits im Dezember desselben Jahres segelte er wieder nach Niederländisch-Indien. 1614 wurde er zum Gouverneur von Fort Henricus auf dem Solor-Archipel (Lomblen) bestellt. 1617 lebte er für kurze Zeit wieder in Holland. Für die Kaperung von Schiffen der Britischen Ostindien-Kompanie, die in Jakarta auf Java den Widerstand gegen die Holländer unterstützten, wurde Jansz 1619 militärisch ausgezeichnet. Nach dem Friedensschluss mit den Briten kam Jansz, nunmehr im Rang eines Admirals, gemeinsam mit den Briten gegen die Philippinen zum Einsatz. Von Oktober 1623 an war er Gouverneur von Banda, bis er 1627 in die Niederlande zurückkehrte. Bald darauf leitete er nochmals als Admiral eine Flotte von acht Schiffen auf einer diplomatischen Mission nach Indien, von der er im Juli 1629 in Den Haag Bericht erstattete. Danach verliert sich die Spur Janszens.